# Tramways Sport Club
Tramways Sport Club (mais conhecido simplesmente como, Tramways), foi uma agremiação esportiva do futebol brasileiro da cidade do Recife, capital de Pernambuco. Foi fundado em 23 de abril de 1934 e suas cores, presentes no escudo oficial, são o azul, branco e vermelho.
Tinha como modalidade esportiva principal o futebol, como um dos clubes mais tradicionais do estado de Pernambuco. Seus títulos mais importantes conquistados no futebol são os Campeonatos Pernambucano de 1936 e 1937 conquistados de forma invita, o Campeonato Pernambucano — Série Branca de 1934, também conquistado de forma invicta e seu hexacampeonato da Copa Torre.
Fundado como uma equipe Anglo-brasileira, o Tramways possuía uma estrutura de grande clube melhor para os padrões na época que foi fundado. Possuía estádio próprio, o estádio Parque da Jaqueira, com capacidade para 3 mil pessoas. Além de uma bela sede com quadras de tênis, vôlei, basquete, todas com refletores. Possuíam equipes de vôlei, basquete e futebol, e todas com categorias de base. Fundado por funcionários da companhia inglesa Pernambuco Tramways & Power Company Limited e após uma ascensão meteórica, o clube se licenciou em 1943 e desde então, encontra-se com suas atividades encerradas e toda sua estrutura extinta.

## História
A História do Tramways Sport Club começa no dia 23 de abril de 1934, quando o clube foi fundado por funcionários da companhia inglesa Pernambuco Tramways & Power Company Limited, que detinha a exploração de concessões de fornecimento de energia elétrica e de transportes Ferrocarril. O clube surgiu da fusão de três equipes internas da empresa: Aurora Sport Club (Escritório), Tuiuty Força Sport Club (Oficinas e Setor de Eletricidade) e Tráfego Sport Club (Tráfego). Essa adesão ocorreu no bairro da Torre e teve como primeiro presidente Conrad Riebsch. Seus apelidos eram "Expresso da Torre" (por causa do bairro onde foi fundado) ou "Elétrico" (por ser de funcionários de uma empresa de energia elétrica). A primeira partida da equipe foi disputada em 21 de abril de 1935 contra o Santa Cruz, também da capital Recife, à época era a estreia do clube na principal competição de futebol do estado e contou com um empate por 1 a 1. Após sua primeira melhor campanha em estaduais de sua história e seu vice-campeonato, no ano seguinte o Tramways surpreendeu a todos ao conquistar de forma invicta, o campeonato de 1936. Proeza que viria a se repetir em 1937.

## Clube
Graças aos investimentos da Pernambuco Tramways & Power Company Limited, o Tramways possuía investimentos aos padrões atuais que possuem grandes empresas investindo em seus portifólios, algo que acontece recentemente com os clubes SAFs. O time encabeçou a profissionalização dos atletas, com pagamentos de salários. Começou a substituir o conceito do jogo pelo amor à camisa, desenhando uma trajetória meteórica e vitoriosa no estado, alcançando, no certame seguinte, um bicampeonato invicto. Feito nunca igualado no estado. Provando desde aquela época que, com bons investimentos, um clube poderia igualar o abismo técnico com os clubes de maior expressão mas, torna o clube refém dos aportes financeiros de empresários. 

### Bens e acomodações

#### Sedes
O Tramways possuía sede localizada na Avenida Rui Barbosa, nº 1820 – Bairro da Jaqueira.
A concentração dos jogadores era na rua do Futuro, nº 479 e a sede social ficava na praça Barão de Lucena, nº 51, 1º andar, Recife.

#### Estádio
O estádio Parque da Jaqueira, foi um estádio de futebol que já foi casa tanto do Tramways, quanto do América-PE, construído em 1918. Em 1918 a federação viu novamente a necessidade de construir um campo com arquibancadas, dessa vez o local escolhido foi na Jaqueira. Como ainda era o tempo do amadorismo no futebol pernambucano, que durou até 1936, inúmeras equipes mandaram suas partidas no agora "Campo da Jaqueira". Foi um dos principais palcos do futebol na época, recebendo várias decisões do campeonato estadual, com destaque para o bicampeonato invicto do Tramways em 1936 e 1937, feito inédito até hoje.
Com o profissionalismo do futebol em Pernambuco, somado ao declínio dos clubes que usavam o campo e as acomodação de outras equipes em seus respectivos estádios, o Campo da Jaqueira começou a ser menos usado até cair em desuso e ser desativado nos primeiros anos da década de 1940. O local deu lugar a o Parque da Jaqueira, que dispõe de 900 metros de pista de cooper e outros 820 metros de ciclovia além de áreas para skate e outras modalidades esportivas e de convivência, o local exato onde encontrava-se o campo de futebol é hoje uma pista de bicicross.

## Títulos
| ESTADUAIS | ESTADUAIS                                     | ESTADUAIS | ESTADUAIS                           |
|           | Competição                                    | Títulos   | Temporadas                          |
| --------- | --------------------------------------------- | --------- | ----------------------------------- |
|           | Campeonato Pernambucano                       | 2         | 1936 e 1937                         |
|           | Campeonato Pernambucano de Futebol - Série A2 | 1         | 1934                                |
| REGIONAIS |                                               |           |                                     |
|           | Competição                                    | Títulos   | Temporadas                          |
|           | Copa Torre                                    | 6         | 1934, 1935, 1936, 1937, 1938 e 1939 |

 Campeão Invicto

## Estatísticas

### Campanhas de destaque
| Tramways Sport Club                    | Tramways Sport Club      | Tramways Sport Club    | Tramways Sport Club      | Tramways Sport Club |
| Torneio                                | Campeão                  | Vice-campeão           | Terceiro colocado        | Quarto colocado     |
| -------------------------------------- | ------------------------ | ---------------------- | ------------------------ | ------------------- |
| Campeonato Pernambucano                | 2 vezes (Última em 1937) | 1 vez (Última em 1935) | 2 vezes (Última em 1939) | 0 (não possui)      |
| Campeonato Pernambucano — Série Branca | 1 vez (Última em 1934)   | —                      | —                        | —                   |
| Copa Torre                             | 6 vezes (Última em 1939) | —                      | —                        | —                   |

### Participações
| Competição | Competição                             | Temporadas | Melhor campanha   | Estreia | Última | P | R |
| Pernambuco | Campeonato Pernambucano                | 7          | Campeão (2 vezes) | 1935    | 1941   |   |   |
| Pernambuco | Campeonato Pernambucano — Série Branca | 1          | Campeão           | 1934    | 1934   |   |   |
| Pernambuco | Copa Torre                             | 6          | Campeão (6 vezes) | 1934    | 1939   |   |   |

## Recordes e fatos históricos

### Do clube
Em 1935 o Tramways trouxe de outros estados alguns jogadores para compor seu elenco como por exemplo Domingos, Salvio e Bermudes, os dois últimos passaram por uma situação curiosa, ambos foram presos pela polícia pelo delito de "desordem" em uma mercado do Recife, e pelo ocorrido foram dispensados dos elétricos logo em seguida, porém, os dois foram foram reintegrados ao elenco do clube e o trio se tornou peça chave e foram os destaques das belas atuações e campanhas históricas.
"Os Jogadores de foot-ball do Tramways Salvio e Bermudes, foram presos hontem pela policia do 1º districto. A prisão desses indivíduos foi pedida pelo delegado da Torre, em vista de terem eles praticado desordens ante-hontem no mercado do “Bacurau”. Em consequencia da prisão foram excluídos do club."
 – Trecho da matéria publicada no Diário de Pernambuco, que relata a prisão.
O campeonato pernambucano até o ano de 1937 era uma modalidade amadora, porém, como o Expresso da Torre se tratava de uma equipe formada a partir de funcionário de uma companhia, a forma de ingresso de atletas sem perder as características de amadorismo consistia em dar um emprego ao atleta na empresa e ele não necessariamente precisava comparecer. Em 1935 surgiu uma polêmica em um jogo contra o Sport, após perder a partida por 4 a 2 , a equipe rubro-negra procuro a Federação Pernambucana de Desportos para uma denuncia a entrada do um jogador conhecido como Chinez no lugar de Bermudas, a Federação então atendeu ao pedido, e no julgamento do conselho decretou a anulação de um dos tempos da partida e a remarcou.
No novo encontro entre as duas equipes, os elétricos venceram a peleja pelo placar de 3 a 1, empatando em número de pontos com o 1º colocado, o Santa Cruz, e levando a equipe a decisão da competição daquele ano.

### O Expresso da Torre
Os primeiros passos dos elétricos se deu ainda em 1934, onde participou da divisão de acesso para a elite do campeonato pernambucano a “Série Branca”, competição essa precursora da atual Séria A2 do estadual. Nessa temporada a equipe teve um ótimo desempenho e logo de cara conseguiu o título da divisão de maneira invicta. Em 1935, no seu primeiro ano na elite do futebol pernambucano, a equipe mostrou a que veio, fazendo uma bela campanha, com 9 vitórias, 5 empates e 2 derrotas, uma delas na decisão da competição onde foi vice-campeão.
Em 1936 começava a caminhada histórica do "Expresso da Torre", que marcaria para sempre seu nome no futebol pernambucano. A competição nesse ano foi disputada em 2 turnos e contou com a participação das seguintes equipes: Sport Recife, Náutico, Santa Cruz, América, Flamengo, Torre, Great Western e Íris. Durante a competição alguns clubes não puderam jogar suas partidas ocorrendo alguns Walkover ou W.O., sobretudo os que ainda estavam em processo de adaptação às mudanças do futebol amador para o futebol profissional, por esse motivo e em comum acordo com a Federação  Pernambucana de Desportos, os clubes decidiram dar o Estadual por encerrado. Dessa maneira, a pontuação da rodada disputada dias antes garantiu o título do campeonato a equipe do Tramways que vinha até aquele momento dominado o competição de ponta a ponta, conquistando nada menos que 11 vitórias e 2 empates, se sagrando pela primeira vez Campeão Pernambucano, e de forma invicta.
O ano de 1937 foi o ponto de guinada do futebol pernambucano, nessa temporada além da entrada do Central de Caruaru no lugar da equipe do Torre Sport Club na competição, houve mudanças estruturais no que diz respeito à arbitragem, ao campeonato e principalmente por ter ocorrido a primeira inscrição profissional de um jogador junto a federação para a disputa do campeonato, apesar do Tramways ser formado por uma equipe de funcionários de uma companhia inglesa, coube a equipe caruaruense a 1º e histórica inscrição do tipo com o zagueiro Luiz Zago. Mesmo com todas as importantes mudanças que ocorreram, o desempenho dos elétricos não mudou e a equipe venceu 14 jogos, emparou apenas 1, teve 64 gols marcados e 8 pontos de diferença para o 2º colocado. Após mais uma campanha avassaladora do "Expresso da Torre" e o não comparecimento dos seus dois últimos adversários, Central e Íris, o combinado se sagrava Bicampeão Pernambucano e mais uma vez invicto, feito único nos mais de 100 anos do campeonato pernambucano, escrevendo de vez seu nome na história.

### Declínio e Fim
Na temporada de 1938 a hegemonia do Tramways tinha chegado ao fim, após uma boa temporada com 9 vitórias, 2 empates e 6 derrotas após a soma total das fases da competição, a equipe ficou em 3º lugar. Na temporada seguinte a equipe teve um início promissor, mas ainda sim não foi suficiente e manteve a 3º colocação do campeonato estadual de 1939, com 6 vitórias, 3 empates e 7 derrotas. Na competição de 1940 a equipe fez sua pior campanha e teve seu declínio decretado até então, na soma dos 2 turnos os elétrico tiveram 2 vitórias, 6 empates e 7 derrotas, amargando a 6º e última posição.
A última participação do Tramways Sport Club no Campeonato pernambucano se deu em 1941, nesse ano muitos jogadores reclamavam da falta de pagamentos de salários, dentre eles a própria equipe dos elétricos, que apesar de ser um dos primeiros a inserir o profissionalismo no esporte estadual, passou a manter seus jogadores como amadores, foi uma época de crise no futebol pernambucano. Na disputa do primeiro turno da competição, equipe jogou 6 partidas, ganhou 1 vez, empatou 1 vezes, e perdeu 4 vezes, já na disputa do segundo turno, após perder a primeira partida para o Flamengo e a segunda para o Sport, o Tramways abandonou o campeonato e o futebol estadual para não mais voltar.
A equipe Transviária chegou a ser convidada a realizar a inauguração do Estádio Presidente Vargas, na capital cearense em 1943, o confronto foi contra a equipe do Ferroviário onde saiu derrotado pelo placar de 2 a 1, ainda enfrentou no mesmo estádio seu homônimo cearense o Tramways Sport Club que também pertencia a mesma empresa a Tramways & Power Company Limited, o resultado da partida foi uma vitória de 7 a 2 para os pernambucanos, ainda houve a partida contra a equipe do Ceará e uma nova derrota por 2 a 1. Ainda em 1943 aconteceu a saída oficial dos campos de forma definitiva.